# Der Spitzel (Maxim Gorki)
Der Spitzel (russisch Жизнь ненужного человека, Das Leben eines unnützen Menschen) ist eine Erzählung des russischen Schriftstellers Maxim Gorki, die Anfang 1907 auf Capri entstand und deren erste Seiten 1908 in der Sankt Petersburger Verlagsgemeinschaft Snanije erschienen. Bis 1917 war die vollständige Ausgabe von der russischen Zensur verboten. Die Übersetzung ins Deutsche erschien 1910. Während die deutschsprachigen Ausgaben den ursprünglich von Gorki gewählten Titel Der Spitzel tragen, sind alle Ausgaben in der Originalsprache mit dem vom Gorki im Januar 1908 geänderten Titel Das Leben eines unnützen Menschen erschienen. Das Buch warfen die Nationalsozialisten 1933 ins Feuer.
Der Autor beleuchtet zwei historische Ereignisse aus der Russischen Revolution 1905 – den Petersburger Blutsonntag vom 9. Januar 1905 und die Einberufung der russischen Reichsduma durch Nikolaus II. am 27. April 1906.  Gorki – der in der Erzählung anscheinend selbst als der Schriftsteller Mironow auftritt – flicht die Schuldgeständnisse zweier Ochrana-Geheimpolizisten ein.

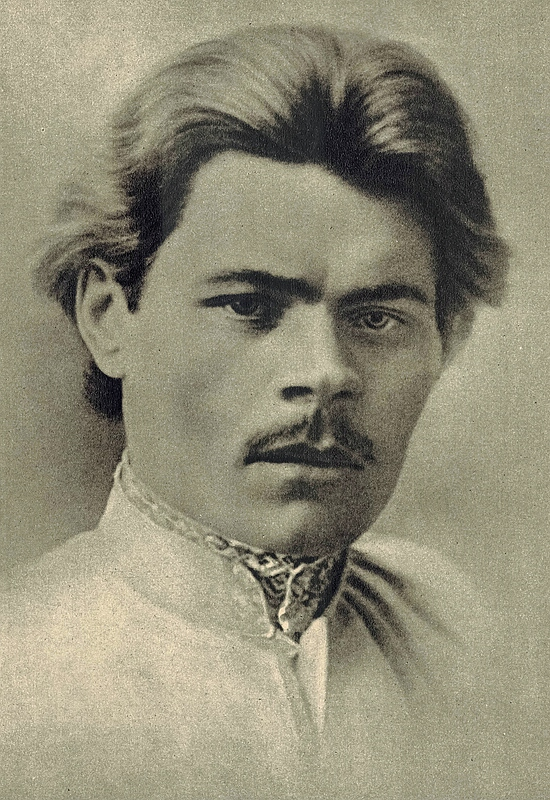
Gorki anno 1889

## Inhalt
Siebenjährig wird Jewsej Klimkow Waise. Der Vater war bereits drei Jahre zuvor vom Waldhüter erschossen worden. Jewsej hat Glück im Unglück. Onkel Pjotr, der Dorfschmied, nimmt ihn auf. Jaschka, der Sohn des Schmieds, prügelt den Kleinen immer einmal durch. Bei solcher Gelegenheit steht Tante Agafja stets auf der Seite ihres Sohnes Jaschka. Jewsej freundet sich mit der kleinen Tanja an, einem Mädchen, das nach einer Pockenerkrankung erblindet ist.
Nachdem der 13-jährige Jewsej die Schule beendet hat, bringt ihn Onkel Pjotr in einer nicht benannten Stadt, in der sich die restliche Handlung abspielt, als Lehrling bei dem alten geizigen Antiquar Matwej Matwejitsch Raspopow unter. Jewsej begegnet im Hause des Antiquars der hochgewachsenen, schweigsamen, sanften Raissa Petrowna Fialkowskaja. Mit der Zeit ahnt Jewsej, was der alte Herr gelegentlich des Nachts mit der hübschen, üppigen Raissa veranstaltet. Der bejahrte Buchhändler klärt den Jungen auf. Raissa sei eine Hure, die mitunter in einem Bordell verkehre.
Auf Raspopows Geheiß muss Jewsej die Gespräche der Kunden belauschen und abends berichten. Zum Beispiel habe der Uhrmacher zur Kürschnersköchin gesagt, dass sie Diebesgut annehmen. Und manchmal fragt einer der Kunden nach Büchern, die im Ausland erschienen oder unerlaubt in Russland gedruckt worden sind.
Als Jewsej um die fünfzehn Jahre alt geworden ist, gesteht er Raissa seine Liebe. Im Gegenzug schenkt sie ihm reinen Wein über Raspopow ein. Sie hasse Jewsejs Lehrherrn. Raspopow sei ein Spitzel. Als der Antiquar erkrankt und immer schwächer wird, vermutet er, Raissa vergifte ihn. Allerdings ist der alleinstehende alte Mann auf die Hilfe der jungen Frau angewiesen. Er will ihr alles vermachen. Raissa bringt Raspopow um. Jewsej, der im Nachbarzimmer Ohrenzeuge der Tat wird, geht nicht zur Polizei. Raissa zieht zu ihrem Geliebten Dorimedont Lukitsch. Dieser – so wird Jewsej von Raissa eingeweiht – sei auch ein Spitzel. Dorimedont Lukitsch bringt Jewsej als Schreiber in der Kanzlei der Polizeiverwaltung unter. Dorimedont will Jewsej weiter „hinaufschieben“, wie er sich ausdrückt. Raissa heißt es nicht gut, wenn Dorimedont Lukitsch den Jungen verprügelt. Als die betrunkene Raissa mit dem Jungen schlafen will und das nicht funktioniert – Gorki nennt den Vorgang „traurige nächtliche Vergewaltigung“ –, schlägt ihre „Liebe“ in Hass um.
Jakow Sarubin, Jewsejs jugendlicher Freund in oben genannter Kanzlei, will politischer Spitzel werden. Von Jakow erfährt Jewsej, Raissa habe sich erstochen. Jewsej kommt bei seinem neuen Vorgesetzten, dem Polizeikanzlisten Kapiton Iwanowitsch Reussow – Flöte genannt, unter. Reussow wird zu Hause von einem gewissen Finanzbeamten Anton Drjagin aufgesucht. Jewsej muss Bekanntschaft mit der Ochrana machen, nachdem er Jakow von der Kritik Reussows und Drjagins an der Herrschaft des Zaren erzählt hat. Dort bei der Geheimpolizei plaudert Jewsej aus, wie Raissa den Antiquar erwürgt hat, und bestätigt das Gerede von Reussow und Drjagin. Nach anderthalb Wochen Haft will Jewsej nur noch heraus aus dem Gefängnis und wird für fünfundzwanzig Rubel pro Monat Gehilfe bei der Ochrana. Die Geheimpolizei des Zaren hat den Jungen in der Hand, denn er habe nach eigenen Aussagen „an der Ermordung des Antiquars Raspopow“ teilgenommen. Nun ist Jewsej ein Spitzel – „Agent“ heißt das bei der Ochrana – und muss verdächtigen Leuten nachspionieren. Der neue Job ist nicht einfach: „Du mußt alle Leute beobachten, dich aber darf keiner bemerken“, wird er von einem bewanderten Spitzel belehrt. Jakow ist zehn Tage vor Jewsej in die Ochrana eingetreten.
Die Geheimpolizisten leben gefährlich: Einer von ihnen wurde von den Revolutionären, den Feinden des Zaren und Gottes, totgeschlagen. Der versierte Ochrana-Mann Maklakow gibt dem Neuling Jewsej Überwachungsaufträge. Einer der Observierten, der Schriftsteller Mironow, der etliche russische Gefängnisse von innen kennt und der selbst von Maklakow geachtet wird, riecht sofort Lunte und stellt Jewsej bloß.
Nach dem verlorenen Russisch-Japanischen Krieg und nach dem Petersburger Blutsonntag soll es den aufmüpfiger werdenden Revolutionären an den Kragen gehen. Jewsej erlernt, wie das Vertrauen der Revolutionäre gewonnen werden kann. Ein Spitzel, der sich unerkannt unter die Revolutionäre mischt, gilt als etwas Besonderes und wird in Ochrana-Kreisen achtungsvoll „Provokateur“ tituliert. Flugblätter mit Berichten über Hunderte von Toten und Verletzten in Petersburg tauchen in der Stadt auf. Die Ochrana muss die Druckerei finden und ausheben. Das gelingt dem Anfänger Jewsej. Zufällig begegnet er seinem Cousin Jaschka. Nun rächt sich Jewsej für die Prügel, die er als Waisenkind vom Sohn des Schmieds bezogen hat. Dabei war doch Jaschkas Vater, der Schmied, der Einzige gewesen, der den undankbaren Jewsej nach dem Tod seiner Mutter unterstützt hatte. Jaschka, inzwischen Fabrikarbeiter geworden, erzählt von daheim: Der Schmied ist erblindet.
Jewsej wird von Jaschka in dessen Kreise eingeführt. Letztere sind Fabrikarbeiter, genauer Sozialisten, die eben jene Flugblätter drucken. Jewsej verrät sieben Personen aus der illegalen Druckerei. Darunter ist das Dienstmädchen Olga.
Jewsej gibt seinen Judaslohn zusammen mit Jakow Sarubin sofort in einem Bordell aus. Dem Triumph folgt Katzenjammer. Jewsej versteht sich auf einmal überhaupt nicht mehr, denn er hatte die Revolutionärin Olga geliebt. Jewsej lässt die Wut an Sarubin aus; zerschlägt eine Flasche auf dessen Kopf.
Nach Einberufung der Reichsduma wird die Geheimpolizei aufgelöst. Sämtliche politischen Gefangenen werden freigelassen. Der mehrfache Verräter Jewsej muss um sein Leben bangen. Kurz bevor Maklakow ins Ausland geht, schickt er Jewsej mit einem Paket zu Mironow. Darin ist die Lebensgeschichte des Flüchtenden aufgezeichnet. Jewsej dringt zu Mironow vor und beichtet dem aufmerksam zuhörenden Schriftsteller gleich auch noch seine Geschichte.
Jewsej bereut, dass er, als es noch Zeit war, sich dem Dienstmädchen Olga nicht anvertraut hat. Jakow Sarubin, der in der Öffentlichkeit wild um sich schießt, wird von der empörten Volksmenge gerichtet. Jewsej weiß nicht weiter. Erhängen wäre die Lösung. Als dieser erste Suizidversuch fehlschlägt, betritt er die Eisenbahnschienen und lässt sich vom nächsten Zug überfahren.

## Form
Der überaus einfältig dargestellte Jewsej möchte von den erfahrenen Ochrana-Männern anerkannt werden. Dabei tritt er tölpelhaft auf und macht sich die Ideologie seiner höheren Vorgesetzten zu eigen. Die beschlagenen Geheimpolizisten behandeln Jewsej gutmütig und lachen gelegentlich über ihn. Maklakow hat für Jewsejs naive Fragen kein Verständnis. Da fragt Jewsej zum Beispiel: „Dient er [der Schriftsteller Mironow] auch unseren Feinden?“ Aus der Reaktion Maklakows folgt, der routinierte Geheimpolizist glaubt längst nicht mehr an das von oben herab vermittelte Feindbild.

## Selbstzeugnis
- Gorki schreibt im April 1908 an den Kritiker Wassili Lwowitsch Lwow-Rogatschewski:[9] „Mein Thema ist die Psyche des Spitzels, die gewöhnliche Psyche eines eingeschüchterten, in Furcht lebenden russischen Menschen.“[10]

## Rezeption
- Der Malik-Verlag (siehe unten) und auch Warm[11] nennen den Text einen Roman, obwohl ihn Gorki als Erzählung konzipiert hat.[12]
- In der knappen Inhaltsangabe oben wird hauptsächlich das Leben und Sterben des Spitzels Jewsej skizziert. Gorkis Leistung aber kann nur nach vollständiger Lektüre des Textes ermessen werden. Der Autor schildert einen „schwachen, willenlosen ängstlichen“ Spitzel Jewsej, der von einer „ganzen Schar“ von Ochrana-Mitarbeitern – sprich Spitzeln – umgeben ist. Jedem verleiht Gorki individuelle Züge und bietet somit „eine Art Psychologie von Verrätern am Volk“.[13]
- 8. März 2011, Armin Knigge: Abschnitt „DER SPITZEL“ (Leben eines unnützen Menschen, erschienen 1908) in Der unbekannte Gorki.

## Deutschsprachige Ausgaben
- Der Spitzel. Roman. Einzige autorisierte Übersetzung aus dem Russischen von Fred M. Balte. Bd. 6 aus: Maxim Gorki: Gesammelte Werke in Einzelausgaben. Malik-Verlag, Berlin 1926.

### Erstausgabe
- Der Spitzel. Roman. Einzig autorisierte Übersetzung von Fred M. Balte. J. Ladyschnikow, Berlin ohne Jahresangabe (um 1910).

### Verwendete Ausgabe
- Der Spitzel. Deutsch von Alfred Balte. Mit einem Nachwort von Günter Warm. S. 5–240 in: Maxim Gorki: Der Spitzel. Eine Beichte. Ein Sommer. Bd. 6 aus: Eva Kosing, Edel Mirowa-Florin (Hrsg.): Maxim Gorki: Gesammelte Werke in Einzelbänden. Aufbau-Verlag, Berlin 1971.